# 华无伤
华无伤，又作华毋伤，秦末汉初齐国人，官至車騎將軍。
前203年十月，汉王刘邦的大将军韩信引兵东击齐国。齐王田广派华无伤、田解率军在历下（今山东省济南市历下区）以抵御汉军，汉使郦食其至齐国，劝说齐王田广及其相国田横，华无伤、田解罢守战备，纵酒，齐国遣使与汉议和。韩信用蒯彻之计，度过平原，打败了华无伤率领的齐国的历下守军，灌婴俘虏车骑将军华无伤及将吏四十六人。一直打到齐国的都城临淄（今山东省淄博市临淄区）。